# Arginin vazopresinski receptor 1B
Arginin vazopresinski receptor 1B (AVPR1B, ranije poznat kao vazopresinski 3 receptor ili antidiuretski hormonski receptor 1b) je protein koji deluje kao receptor za arginin vazopresin. AVPR1B pripada familiji G-protein spregnutih receptora. Njegova aktivnost je posredovana G proteinima koji stimulišu sistem fosfatidilinozitol-kalcijum sekundarnih glasnika.

## Distribucija u tkivu
je inicijalno bio opisan kao novi vazopresinski receptor lociran u adenohipofizi, gde on stimuliše  otpuštanje. Naknadna istraživanja su pokazala da je on takođe prisutan u mozgu.

## Klinički značaj

### Ponašanje
Inaktivacija Avpr1b gena kod miševa proizvodi nokaut miševe koji su znatno manje agresivni i imaju umanjenu sposobnost prepoznavanja nedavno istraženih miševa. Defanzivno i predatorsko ponašanje ostaju nepromenjeni kod nokaut miševa, mada su socijalna motivacija ili svesnost umanjeni. AVPR1B antagonist, SSR149415, je pokazao antiagresivno dejstvo kod hrčaka i antidepresantsko i poput anksiolitičkog ponašanje kod pacova. Uspostavljena je veza između  ovog receptora i podložnosti depresiji kod čoveka.

### Metabolički efekti
Razna stresom-indukovana povišenja ACTH nivoa ne dolaze do izražaja kod Avpr1b nokaut miševa.

### Onkologija
je izražen u visokim nivoima u ACTH-sekretirajućoj adenohipofizi kao i u bronhijalnim karcinoidima odgovornim za karcinom malih ćelija.

## Ligandi
Nelivaptan (SSR149415) i -vazopresin su specifični antagonist i agonist za vazopresinski 1b receptor, respektivno.

## Literatura
1. ↑  Antoni FA, Holmes MC, Makara GB, Kárteszi M, László FA (1984). „Evidence that the effects of arginine-8-vasopressin (AVP) on pituitary corticotropin (ACTH) release are mediated by a novel type of receptor”. Peptides. 5 (3): 519—22. PMID 6089144. doi:10.1016/0196-9781(84)90080-9.
2. ↑  Hernando F, Schoots O, Lolait SJ, Burbach JP (2001). „Immunohistochemical localization of the vasopressin V1b receptor in the rat brain and pituitary gland: anatomical support for its involvement in the central effects of vasopressin”. Endocrinology. 142 (4): 1659—68. PMID 11250948. doi:10.1210/en.142.4.1659.
3. ↑  Young WS, Li J, Wersinger SR, Palkovits M (2006). „The vasopressin 1b receptor is prominent in the hippocampal area CA2 where it is unaffected by restraint stress or adrenalectomy”. Neuroscience. 143 (4): 1031—9. PMC 1748954 . PMID 17027167. doi:10.1016/j.neuroscience.2006.08.040.
4. ↑  Wersinger SR, Ginns EI, O'Carroll AM, Lolait SJ, Young WS (2002). „AVPR1B knockout reduces aggressive behavior in male mice”. Mol. Psychiatry. 7 (9): 975—84. PMID 12399951. doi:10.1038/sj.mp.4001195.
5. ↑  Wersinger SR, Caldwell HK, Christiansen M, Young WS (2007). „Disruption of the vasopressin 1b receptor gene impairs the attack component of aggressive behavior in mice”. Genes, Brain and Behavior. 6 (7): 653—60. PMC 2486432 . PMID 17284170. doi:10.1111/j.1601-183X.2006.00294.x.
6. ↑  Wersinger SR, Kelliher KR, Zufall F, Lolait SJ, O'Carroll AM, Young WS (2004). „Social motivation is reduced in vasopressin 1b receptor null mice despite normal performance in an olfactory discrimination task”. Hormones and Behavior. 46 (5): 638—45. PMID 15555506. doi:10.1016/j.yhbeh.2004.07.004.
7. ↑  Blanchard RJ, Griebel G, Farrokhi C, Markham C, Yang M, Blanchard DC (2005). „AVP V1b selective antagonist SSR149415 blocks aggressive behaviors in hamsters”. Pharmacol. Biochem. Behav. 80 (1): 189—94. PMID 15652395. doi:10.1016/j.pbb.2004.10.024.
8. ↑  Serradeil-Le Gal C, Wagnon J, Tonnerre B, Roux R, Garcia G, Griebel G, Aulombard A (2005). „An overview of SSR149415, a selective nonpeptide vasopressin V1b receptor antagonist for the treatment of stress-related disorders”. CNS Drug Reviews. 11 (1): 53—68. PMID 15867952. doi:10.1111/j.1527-3458.2005.tb00035.x.
9. ↑  van West D, Del-Favero J, Aulchenko Y, Oswald P, Souery D, Forsgren T, Sluijs S, Bel-Kacem S, Adolfsson R, Mendlewicz J, Van Duijn C, Deboutte D, Van Broeckhoven C, Claes S (2004). „A major SNP haplotype of the arginine vasopressin 1B receptor protects against recurrent major depression”. Mol. Psychiatry. 9 (3): 287—92. PMID 15094789. doi:10.1038/sj.mp.4001420.
10. ↑  Lolait SJ, Stewart LQ, Jessop DS, Young WS, O'Carroll AM (2007). „The hypothalamic-pituitary-adrenal axis response to stress in mice lacking functional vasopressin V1b receptors”. Endocrinology. 148 (2): 849—56. PMC 2040022 . PMID 17122081. doi:10.1210/en.2006-1309.
11. ↑  Arlt W, Dahia PL, Callies F, Nordmeyer JP, Allolio B, Grossman AB, Reincke M (1997). „Ectopic ACTH production by a bronchial carcinoid tumour responsive to desmopressin in vivo and in vitro”. Clin. Endocrinol. (Oxf). 47 (5): 623—7. PMID 9425403. doi:10.1046/j.1365-2265.1997.3091129.x.
12. ↑  de Keyzer Y, Lenne F, Auzan C, Jégou S, René P, Vaudry H, Kuhn JM, Luton JP, Clauser E, Bertagna X (1996). „The pituitary V3 vasopressin receptor and the corticotroph phenotype in ectopic ACTH syndrome”. J. Clin. Invest. 97 (5): 1311—8. PMC 507185 . PMID 8636444. doi:10.1172/JCI118547.
13. ↑  Serradeil-Le Gal C, Wagnon J, Simiand J, Griebel G, Lacour C, Guillon G, Barberis C, Brossard G, Soubrié P, Nisato D, Pascal M, Pruss R, Scatton B, Maffrand JP, Le Fur G (2002). „Characterization of (2S,4R)-1-[5-chloro-1-[(2,4-dimethoxyphenyl)sulfonyl]-3-(2-methoxy-phenyl)-2-oxo-2,3-dihydro-1H-indol-3-yl]-4-hydroxy-N,N-dimethyl-2-pyrrolidine carboxamide (SSR149415), a selective and orally active vasopressin V1b receptor antagonist”. J. Pharmacol. Exp. Ther. 300 (3): 1122—30. PMID 11861823. doi:10.1124/jpet.300.3.1122.
14. ↑  Pena A, Murat B, Trueba M, Ventura MA, Bertrand G, Cheng LL, Stoev S, Szeto HH, Wo N, Brossard G, Serradeil-Le Gal C, Manning M, Guillon G (2007). „Pharmacological and physiological characterization of d[Leu4, Lys8]vasopressin, the first V1b-selective agonist for rat vasopressin/oxytocin receptors”. Endocrinology. 148 (9): 4136—46. PMID 17495006. doi:10.1210/en.2006-1633.

## Spoljašnje veze
- „Symbol Report: AVPR1B”. Human Geneome Organization Gene Nomenclature Committee. Архивирано из оригинала 20. 05. 2011. г. Приступљено 13. 04. 2011.
- „Vasopressin and Oxytocin Receptors: V1B”. IUPHAR Database of Receptors and Ion Channels. International Union of Basic and Clinical Pharmacology. Архивирано из оригинала 03. 03. 2016. г.
- Receptors,+Vasopressin на 